# When Lee Surrenders
When Lee Surrenders è un cortometraggio muto del 1912 diretto da Thomas H. Ince.
Tra gli interpreti, quello che diventerà uno dei maggiori registi di Hollywood, Frank Borzage, qui al suo secondo film come attore, dopo aver esordito qualche giorno prima in un altro cortometraggio, On Secret Service.

## Produzione
Il film fu prodotto dalla Kay-Bee Pictures.

## Distribuzione
Distribuito dalla Mutual Film, il film - un cortometraggio di una ventina di minuti - uscì nelle sale cinematografiche statunitensi l'8 novembre 1912.